# Tiszaladány
Tiszaladány es un pueblo húngaro perteneciente al distrito de Tokaj, condado de Borsod-Abaúj-Zemplén.

## Superficie
Cuenta con una superficie de 22,19 km².

## Demografía
Hasta 2024 la población era de 575 habitantes, con una densidad de población de 25,91 hab/km².
| Gráfica de evolución demográfica de Tiszaladány entre 2020 y 2024 |
|                                                                   |
| Datos según la Oficina Central de Estadística de Hungría.         |